# Kosmos, výroba kamen a železárny
Kosmos, výroba kamen a železárna byl průmyslový podnik v Olomouci-Hodolanech. Od roku 1953 nesl název Železárny Petra Bezruče.

## Vznik
V dubnu 1907 založil Ing. Adolf Salivar v hodolanském domě malou slévárnu a provozoval ji pod jménem Slévárna na železo a továrna na stroje. Ještě téhož roku pronajal slévárnu skupině židovských podnikatelů, kteří si u Olmützer Kreditbank zajistili financování koupě slévárny a její rozvoj. Dne 1. července 1907 získali Dr. Zikmund Lewith a Jindřich Recht patent č. 30535 na vylepšení kamen. Dne 21. prosince 1907 byly podepsána společenská smlouva, v níž byl oceněn patent, který se stal věcným vkladem na 80 000 korun. Na základě společenské smlouvy ze dne 21. prosince 1907 byla dne 11. ledna 1908 zapsána do rejstříku firem firma Kosmos-Ofen- und Eisenwerke-Gesellschaft m.b.H. Předmětem podnikání byly výroba a prodej kamen v hranicích mocnářství rakousko-uherského.
Již v listopadu 1907 byla kamna Kosmos oceněna na výstavě nejnovějších vynálezů, díky extrémně nízké spotřebě paliva, Stříbrnou státní cenou, nejvyšším uděleným oceněním.
V inzerátech v českých novinách se firma prezentovala jako Kosmos, železárny a kamnářství.

## Chod společnosti
Předseda Kosmos -Ofen- und Eisenwerke Leopold Hollaus zemřel 18. června 1909. Dne 19. srpna 1910 byly zřízeni čtyři noví jednatelé: Bedřich Fischl, Otta Winter, Hugo Groah a Jindřich Recht. Dne 1. prosince 1914 zanikla pravomoc Louisovi Löwimu a Hugovi Groagovi. Dne 1. prosince 1923 se konala ustavující valná hromada Kosmos, výroba kamen a železárny, akc. spol. Akciová společnost byla založena vkladem jmění stejnojmenné společnosti s ručením omezeným dne 1. prosince 1923.
V roce 1923 továrna pracovala s omezenou pracovní dobou, konkrétně tři dny v týdnu téměř dva roky. Na podzim 1923 se situace zlepšila, proto přijala nových 40 zaměstnanců k dosavadním 530. Dne 22. února 1924 byla zapsána firma Kosmos, výroba kamen a železárny, akciová společnost. Nová firma se de facto stala právním nástupcem Kosmos-Ofen- und Eisenwerke-Gesellschaft m.b.H., ale změnila se její právní forma, německý název a sídlo společnosti, které pak bylo v Praze. V roce 1925 zaměstnávala firma 324 zaměstnanců, ředitelem byl Josef Čižinský.
Dne 30. dubna 1926 bylo sídlo firmy přeneseno do Olomouce. V roce 1926 bylo nutno přistoupit k opravě ulice Barákovy, sídla firmy. Firma souhlasila se zaplacením 25 % nákladů na tuto opravu. V roce 1928 firma žádala o posunutí zamýšleného mostu přes železniční trať blíže k nádraží. V témže roce vyřadila továrna parní stroje a přešla plně na elektrickou energii. V roce 1929 dostala firma povolení k výstavbě třípatrového skladu a v témže roce byla zahájena stavba tohoto továrního objektu. Dne 1. srpna 1929 byly vydány akcie.
V roce 1931 přijal podnik několik zaměstnanců ze zrušených železáren ve Štěpánově. V roce 1932 zaměstnávala firma 600 a na konci roku 1934 270 lidí. I přes devalvaci československé měny ztratila firma zahraniční trhy, ale kromě slévárny byly ostatní provozy vytížené.
Po nacistické okupaci vyloučila Česká banka Union ze správní rady a dozorčí rady (revizní komise) osoby židovského původu. Dne 18. října 1943 zemřel zakladatel a dlouholetý předseda František Ottahal. Adresa firmy byla v roce 1939 Olomouc, Hodolany, Barákova 15, v roce 1943 Olütz-Olomouc, Hodolein, U nadjezdu 15.firmy Kosmos 49°35′14″ s. š., 17°16′54″ v. d.

## Výrobní program
Ve 20. a 30. letech dvacátého století byla hlavním sortimentem slévárny stáložárná kamna, a to v několika provedeních, např. americká a irská. Také to byla kamna Meidingrová, pilinová a plechová. Mimo kamen slévárna vyráběla: řezačky na maso, mlýnky na mák, mlýnky na ovoce (lisy), žehličky na uhlí, žehličky plynové i elektrické, strojky na zmrzlinu a mosazné hmoždíře. Kromě výrobků nabízela firma i poniklování a pochromování. V roce 1933 začala firma nabízet kamna s lomeným kouřovodem. Dalším inovačním počinem bylo zakoupení patentu na plynový hořák. V roce 1938 inzerovala firma kamna druh 811, v následujícím roce obohatila svou nabídku o brusle všech druhů. Po druhé světové válce se staly brusle úspěšným vývozním artiklem.

## Mimořádné události
18. března 1914 se zastřelil Louis Löw, ředitel „Kreditbanky", která financovala firmu Kosmos.
V roce 1923 byly v továrně dva požáry. První byl fatální, shořel sklad modelů. Druhý požár nebyl velký, a proto ho uhasili zaměstnanci před příjezdem hasičů. Dne 8. února 1929 v továrně vypukl požár, který byl uhašen po příjezdu hasičů.
Dne 19. února 1929 zastřelil hlídač ženu, která kradla uhlí ze skládky firmy. Dne 2. dubna 1930 vybuchla tavicí pec se 700 kg cínu. Požár zdolávaly tři hasičské sbory. Dne 16. ledna 1932 utrpěl soustružník firmy těžké zranění. Dne 12. října 1932 se těžce zranil pracovník obsluhující lis. Dne 29. září 1932 vzplanula v závodě střecha. Dne 18. srpna 1933 vypukl v továrně požár, který napáchal škody za 200 000 Kč. Požár byl přemožen pěti hasičskými sbory.
Začátkem května 1938 utrpěl těžký úraz pracovník, který čistil odlitky bruskou. brusný kotouč se roztrhnul a zranil pracovníka v obličeji. Dne 9. října 1939 utrhnul stroj zaměstnankyni prst ruky.
V dubnu roku 1947 postřelil strážný zaměstnance podniku. Strážný hlídal trestance a Němce pracující ve slévárně.

## Po 2. světové válce
Dne 8. května obsadili Železárny Kosmos trofejní orgány Rudé armády. Dne 3. července 1945 se uskutečnil první poválečný odpich litiny v závodě Kosmos Olomouc.
1. června 1947 bylo v tisku zveřejněno, že firma Kosmos se stala závodem firmy Sigma-pumpy, spolu se závody Kunz Hranice a Sigmund-Chema Lutín. Dne 2. srpna 1948 byly otevřena nová hala. V letech 1949–1954 vznikla nová slévárna.[zdroj?]
Dne 25. června 1951 spustili komunisté Akci 77, která měla za cíl poslat vybrané osoby do výroby. Toto tzv. převádění z administrativy do výroby probíhalo i závodě Kosmos.
V roce 1952 byla předána podniku Sandrik Moravská Třebová (později Kovopol) výroba bruslí, včetně 68 pracovníků. Dne 1. ledna 1953 byl podnik vyčleněn z firmy Sigma. Získal nové jméno Železárny Petra Bezruče, po žijícím básníkovi, který byl spojen se Slezskem, ale závěr života strávil v Kostelci na Hané. Železárny vydaly publikaci „Haná Petru Bezručovi".
Pro novou výrobu bylo zapotřebí získat soustružníky a zámečníky. Podnik vyráběl závlahová zařízení a pro velké výměry pozemků zavlažovací soupravy s dálkoproudými postřikovači, které dodával pod značkou RotRevolt. Tuto výrobu včetně know-how a zkušených zaměstnanců převzal od Sigmy Lutín.
V roce 1959 byla hlavním sortimentem firmy čerpadla:
- odstředivá, spirálová, šroubová, vrtulová, pístová,
- horizontální, vertikální, diagonální, polodiagonální
- bagrovací pro sací bagry, na abrazivní vodní suspense, na cementový kal, na uhelný kal, na dopravu řepy, pro dopravu naftových produktů až do teploty 450 °C
- turbonapáječky speciální pro energovlaky
- čerpadla oběhová horkovodní do 180 °C, do 260 °C
- samočinné domácí vodárny s tlakovou nádrží

Dne 15. května 1954 byla za účasti vedení podniku a strany (KSČ) pojmenována modelárna dřeva. V modelárně se používal k výrobě modelů také novodur.
Začátkem roku 1960 se objevila zpráva, že slévači zavádějí na pracovišti fysminutky, což byly krátké rozcvičky, které byly pojmenovány dle sovětského vzoru. V roce 1961 byla na štít továrny instalována světelná (neonová) reklama s písmeny ŽPB. V roce 1964 začala firma vyrábět čerpací agregát, který bylo možno pohánět vývodovou hřídelí traktoru.
Dne 1. července 1965 vznikla Výrobně hospodářská jednotka Sigma (VHJ Závody na výrobu čerpacích zařízení a armatur Sigma), do které byly zahrnuty i Železárny Petra Bezruče.
V letech 1969–1972 byla postavena strojírenská hala, která byly v roce 1980 rozšířená. Téměř 60 % veškeré výrobní produkce hodolanské Sigmy bylo exportováno do zahraničí.[zdroj?]